# Instint executiu
Instint executiu (títol original en anglès: The Barefoot Executive) és una pel·lícula dels Estats Units de Robert Butler del 1971. Ha conegut un remake el 1995 en forma de telefilm, titulat The Barefoot Executive. Ha estat doblada al català.

## Argument
Steven Post (Kurt Russell) és un jove que treballa com a missatger en una cadena de televisió i que té una mona com a mascota. Un dia, descobreix que la seva mona és capaç de vaticinar l'èxit o el fracàs dels programes del canal amb un criteri més encertat que els mateixos executius del lloc, una cosa que el noi aprofitarà per beneficiar-se econòmicament.,

## Repartiment
- Kurt Russell: Steven Post
- Joe Flynn: Francis X. Wilbanks
- Harry Morgan: E.J. Crampton
- Wally Cox: Mertons
- Heather North: Jennifer Scott
- Alan Hewitt: Farnsworth
- Hayden Rorke: Clifford
- John Ritter: Roger
- Jack Bender: Tom
- Tom Anfinsen: Dr. Schmidt
- George N. Neise: Executiu
- Ed Reimers: Anunciant
- Morgan Farley: Executiu
- Glenn Dixon: Sponsor
- Robert Shayne: Sponsor
- Tris Coffin: Sponsor
- J.B. Douglas: Executiu
- Ed Prentiss: Harry
- Fabian Dean: Jackhammer Man
- Iris Adrian: Dona
- Jack Smith: Clathworthy
- Eve Brent: Mrs. Crampton
- Sandra Gould: Mrs. Wilbanks
- James Flavin: Father O'Leary
- Peter Renaday: Policía
- Judson Pratt: Policía
- Vince Howard: Policía
- Hal Baylor: Policía
- Dave Willock: Portier
- Edward Faulkner: Periodista

## Origen i producció
La pel·lícula té lloc en un estudi de televisió americà anomenat United Broadcasting Company, UBC el logotip del qual combina els d'ABC, CBS i NBC i l'estudi d'ABC a Los Angeles, recomprat per Disney. La majoria dels extractes de vídeo presentats com emissions de televisió són en realitat pel·lícules de Disney, entre les quals L'illa del tresor (1950), 20,000 Leagues Under the Sea (1954), The Shaggy Dog (1959), Swiss Family Robinson (1960) i Babes in Toyland (1961). La producció ha estat soportada per l'Academy of Television Arts and Sciences
Com a actor, Hayden Rorke i Bill Daily venien d'acabar el rodatge de la sèrie I Dream of Jeannie, John Ritter fa els seus primers passos mentre Wally Cox roda el seu últim film. Bill Daily té un paper de navegador que reprèn en la sèrie The Bob Newhart Show. Hank Jones va ser contactat per a la pel·lícula després de la retractació d'un actor precedent.
El rodatge s'ha desenvolupat durant una setmana a Long Beach a Califòrnia després als Estudis Disney a Burbank.